# Gare de La Souterraine
La gare de La Souterraine est une gare ferroviaire française, de la ligne des Aubrais - Orléans à Montauban-Ville-Bourbon, située sur le territoire de la commune de La Souterraine, dans le département de la Creuse, en région Nouvelle-Aquitaine.
C'est une gare de la Société nationale des chemins de fer français (SNCF) desservie par les trains des réseaux Intercités et TER Nouvelle-Aquitaine.

## Situation ferroviaire
Établie à 367 m d'altitude, la gare de La Souterraine est située au point kilométrique 342,063 de la ligne des Aubrais - Orléans à Montauban-Ville-Bourbon, entre les gares ouvertes de Saint-Sébastien et de Fromental. Autrefois, avant Saint-Sébastien se trouvait la gare de Forgevieille.

## Histoire
Le chef de gare fut Louis Joseph Théodore Grelot, en 1902.
La gare apparaît dans le film de Patrice Chéreau, Ceux qui m'aiment prendront le train. A la 25e minute de ce film, la première vue complète du train permet de constater qu'il est tracté par une CC 72000. Pourtant, à la 39e minute, l'unique vue complète du train qui repart de la gare est tracté par une locomotive ressemblant à une BB 67000 (gros plan sur la locomotive à la 40e, sans que le numéro de série soit lisible). En outre, le train qui passe à toute vitesse en gare est tracté par une BB 25100 ou une BB 25200.

## Fréquentation
Selon les estimations de la SNCF, la fréquentation annuelle de la gare figure dans le tableau ci-dessous.
| Année                               | 2015    | 2016    | 2017    | 2018    | 2019    | 2020    | 2021    | 2022    | 2023    |
| ----------------------------------- | ------- | ------- | ------- | ------- | ------- | ------- | ------- | ------- | ------- |
| Nombre de voyageurs                 | 194 093 | 186 234 | 200 013 | 179 872 | 190 754 | 104 126 | 129 769 | 172 888 | 203 529 |
| Nombre de voyageurs + non voyageurs | 242 616 | 232 792 | 250 017 | 224 841 | 238 442 | 130 158 | 162 211 | 216 110 | 254 411 |

## Service des voyageurs

### Accueil
Gare SNCF, elle dispose d'un bâtiment voyageurs avec guichet et de distributeurs automatiques de titres de transport régionaux.
Elle est équipée de deux quais latéraux : le quai 1 (voie 2) mesure 360 m de long  et le quai 2 (voie 1) mesure 460 m de long. Les deux quais possèdent des abris voyageurs et le changement de quai se fait par un passage souterrain.
La gare dispose de voies de service.

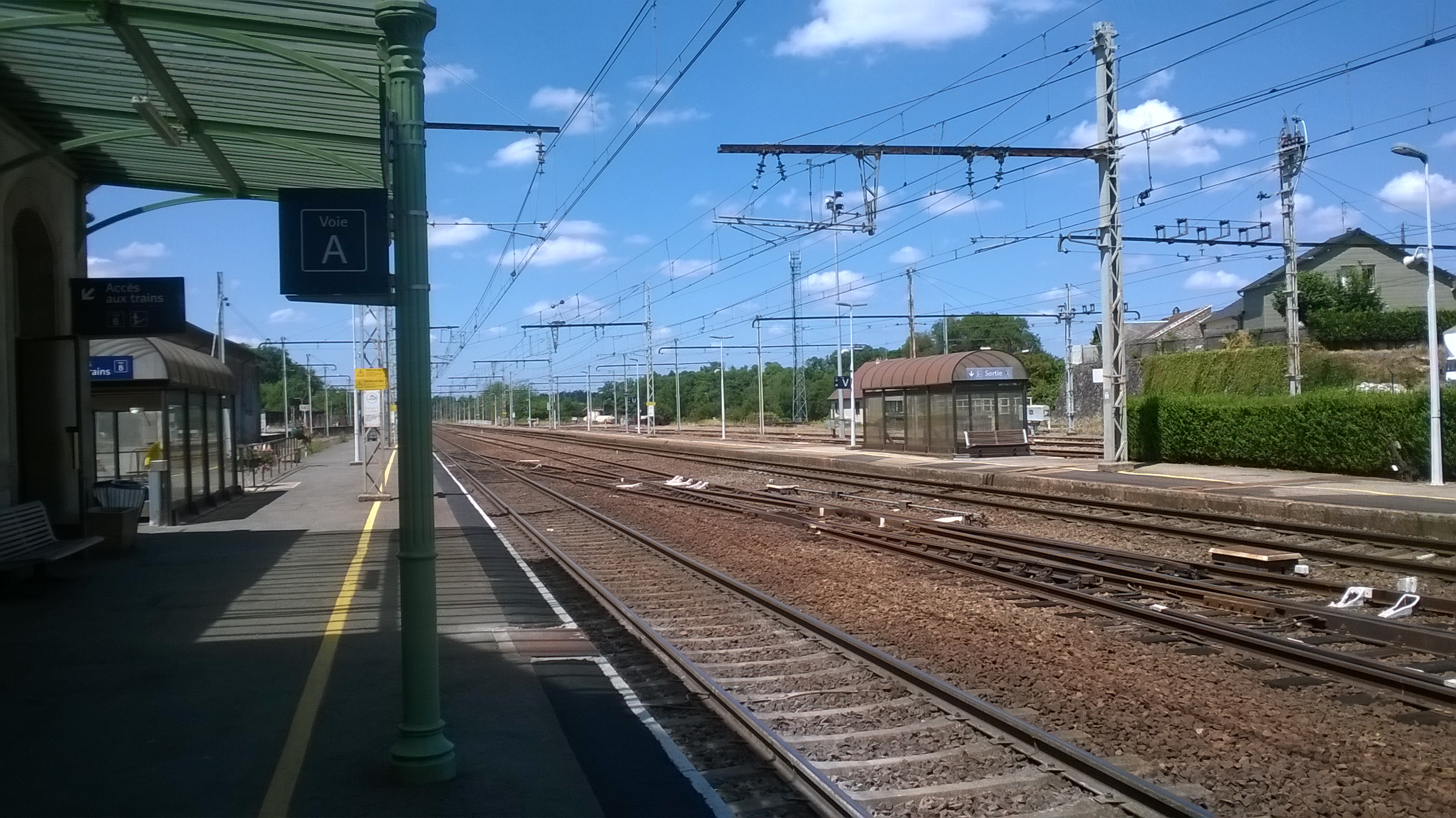
La voie A en 2015
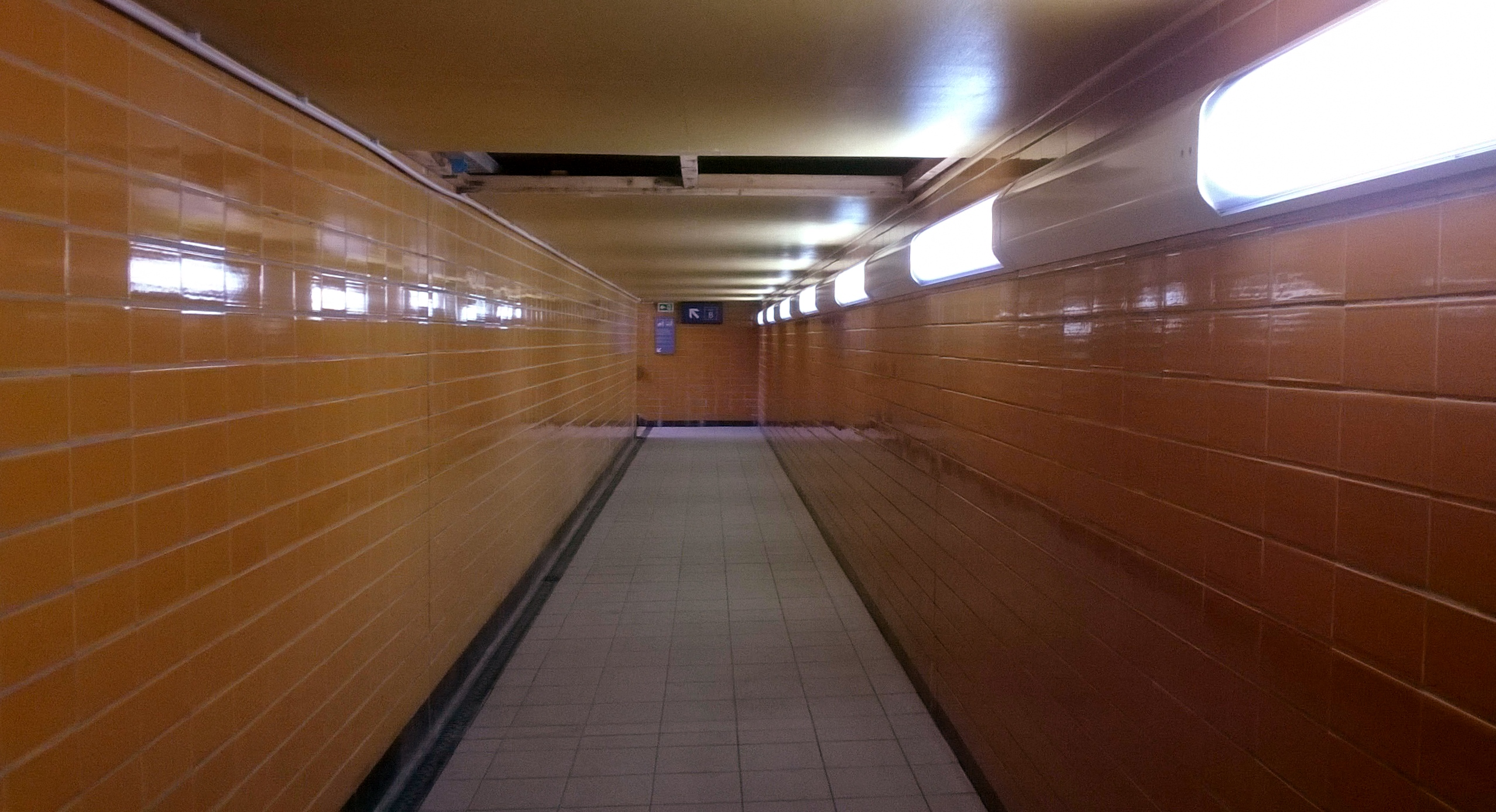
Le passage souterrain en 2015.

### Desserte
La Souterraine est desservie par des trains Intercités, qui circulent entre Paris, Limoges et Toulouse.
Au niveau régional, La Souterraine est desservie par des trains TER Nouvelle-Aquitaine, qui circulent entre Orléans, Vierzon, Châteauroux et Limoges.

### Intermodalité

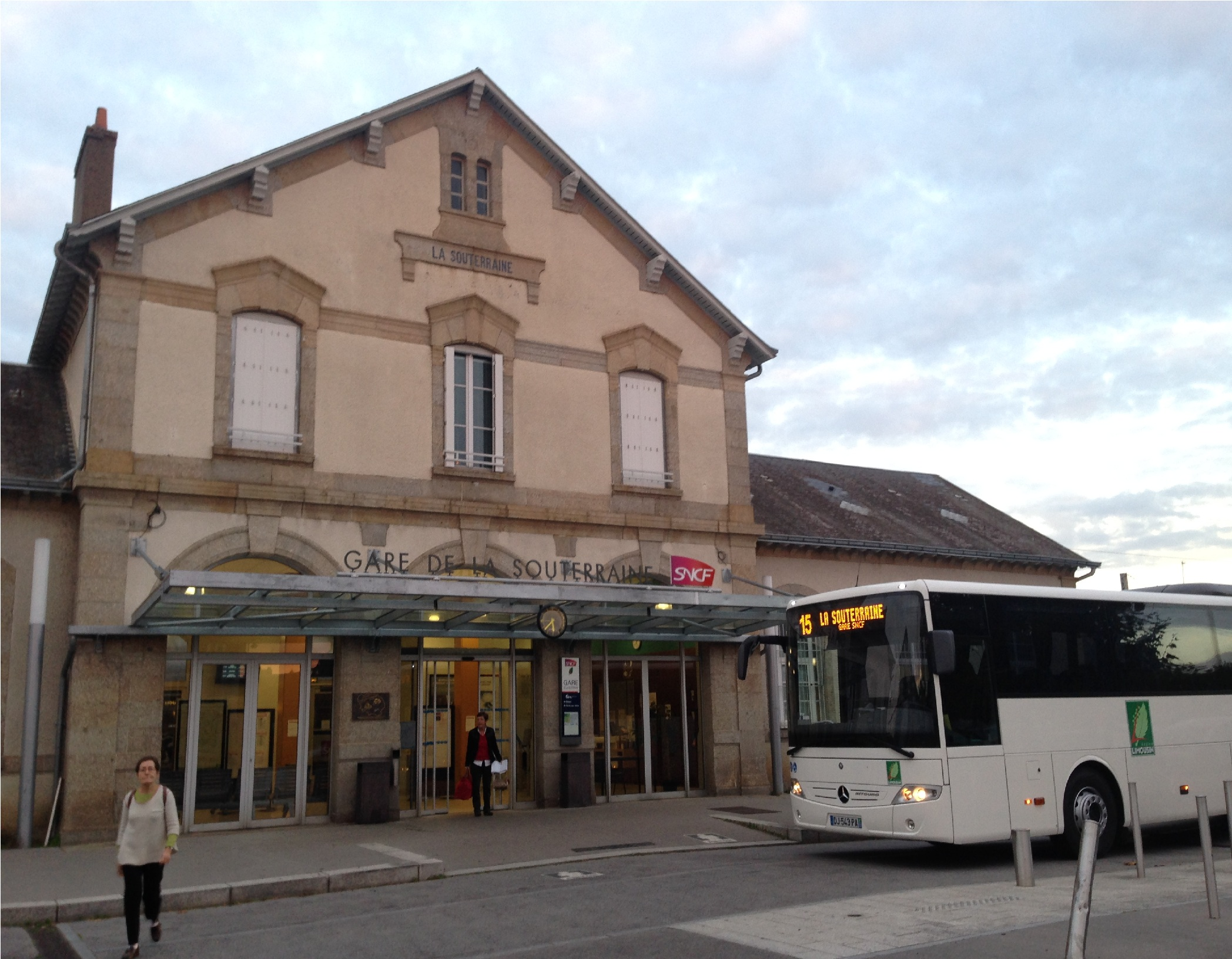
Autocar TER à son terminus, en 2014.

La gare est desservie par les lignes 9, 11 et 12 du réseau interurbain de Creuse, et par la ligne d'autocars TER Nouvelle-Aquitaine Felletin – La Souterraine.
Un parking et un parc à vélos sont aménagés à ses abords.

## Service des marchandises
Cette gare est ouverte au trafic du fret et possède un embranchement particulier (ITE).